# Katulisan
Katulisan is een bestuurslaag in het regentschap Serang van de provincie Banten, Indonesië. Katulisan telt 2528 inwoners (volkstelling 2010).